# チャーリー・マリアーノ
チャーリー・マリアーノ (Charlie Mariano、1923年11月12日 – 2009年6月16日) は、アメリカのジャズのアルト・サクソフォーン奏者。

## 略歴

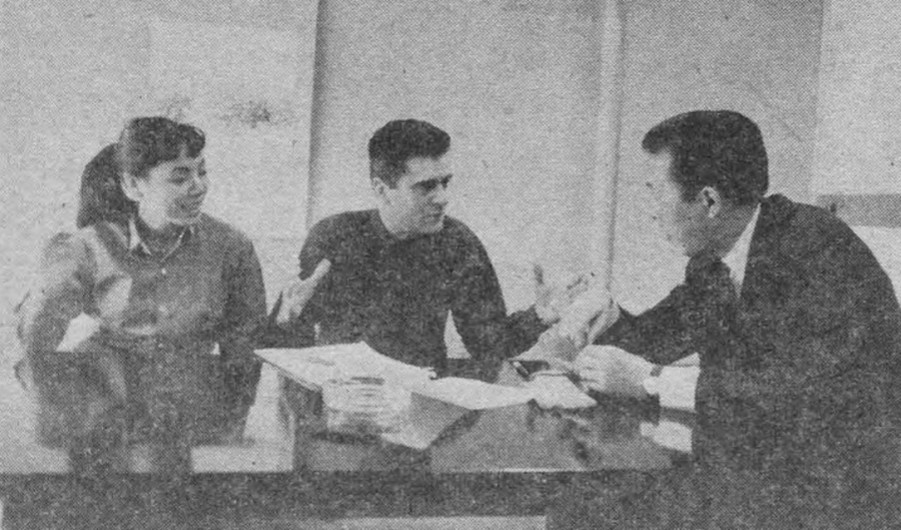
左から妻の秋吉敏子、マリアーノ、久保田二郎（1961年）

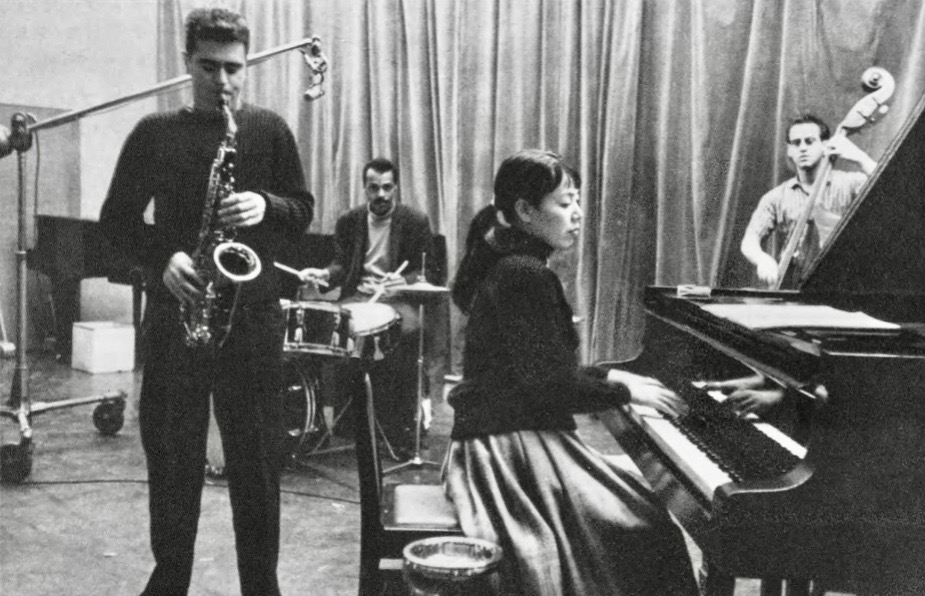
左からマリアーノ、エディ・マーシャル、秋吉敏子、ジーン・チェリコ。1961年1月26日、東京放送テレビ（現・TBS）のホールにて。

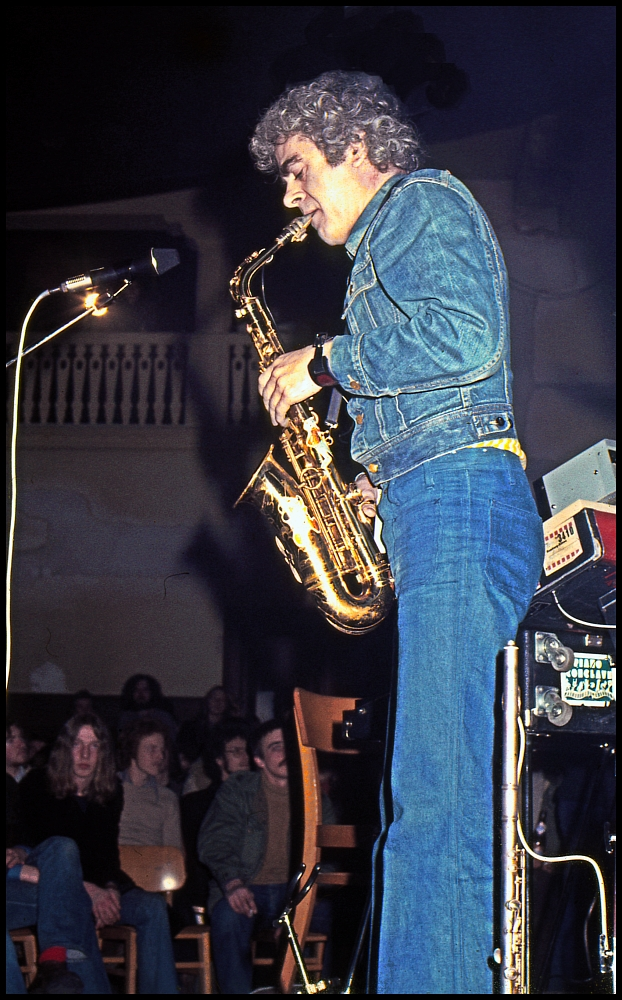
ポーク・パイと演奏するチャーリー・マリアーノ（1976年）

マサチューセッツ州ボストン生まれ、イタリア移民の息子。
著名なジャズ・ミュージシャンと録音をした他、shehnaiやインド北部の堅い木でできた管楽器に類似した世界大音量でインドの伝統管楽器ナダスワラムを使用したことで知られる。
スタン・ケントン・ビッグバンド、穐吉敏子、チャールズ・ミンガス、エバーハルト・ウェーバー、ユナイテッド・ジャズ+ロック・アンサンブル、エンブリオ、及び多数の他の注目すべきバンド、ミュージシャンと共演した。
1959年に穐吉と結婚し、1965年に離婚した。
1970年代ヨーロッパに移住し、その後ドイツ・ケルンに定住、死去まで画家のドロシー・ジッペル（Dorothee Zippel）と共に暮らす。
6人の娘がいる中、穐吉との結婚で生まれたソウル、ジャズ歌手のマンディ満ちるがいる他、6人の孫、2人の曾孫がいる。

## ディスコグラフィ

### リーダー・アルバム
- Charlie Mariano Sextet (1953年、Fantasy)
- 『チャーリー・マリアーノ・セクステット』 - Mariano (1955年、Bethlehem)
- 『チャーリー・マリアーノ・プレイズ』 - Charlie Mariano Plays (1956年、Bethlehem)
- 『チャーリー・マリアーノ・カルテット』 - Charlie Mariano (1956年、Bethlehem)
- 『ビューティーズ・オブ1918』 - Beauties of 1918 (1958年、World Pacific) ※ザ・チャーリー・マリアーノ・アンド・ジェリー・ドジオン・セクステット名義
- 『トシコ・マリアーノ・カルテット』 - Toshiko Mariano Quartet (1961年、Candid) ※トシコ・マリアーノ・カルテット名義
- 『チャーリー・マリアーノの肖像』 - A Jazz Portrait Of Charlie Mariano (1963年、Regina Records Company)
- 『フォーク・ソウル』 - Folk Soul (1967年、Nivico)
- 『トシコ・マリアーノ・クァルテット』 - Toshiko Mariano Quartet (1967年、Takt) ※トシコ・マリアーノ・カルテット名義
- 『ナベサダ&チャーリー』 - Charlie Mariano & Sadao Watanabe (1967年、Victor World Group) ※with 渡辺貞夫
- 『イベリアン・ワルツ』 - Iberian Waltz (1967年、Takt) ※with 渡辺貞夫
- 『ウィ・ガット・ア・ニュー・バッグ』 - We Got A New Bag (1968年、Takt Jazz Series) ※with 渡辺貞夫
- 『ミラー』 - Mirror (1972年、Atlantic)
- 『アルティッシモ』 - Altissimo (1973年、Philips) ※with ゲイリー・バーツ、リー・コニッツ、ジャッキー・マクリーン
- 『ミラー・オブ・ユア・マインド』 - Charlie Mariano With The Chris Hinze Combination (1973年、Intercord) ※with クリス・ヒンゼ・コンビネーション
- Cascade (1974年、Keytone)
- Reflections (1974年、RCA Victor)
- Age Of Miracles (1976年、MPS Records, BASF) ※with Sigi Busch、Wolfgang Dauner、Ed Kröger、Kasper Winding
- 『ヘレン・12・トゥリーズ』 - Helen 12 Trees (1976年、MPS Records, BASF)
- 『イースト&ウエスト』 - East & West (1977年、RCA) ※with 秋吉敏子
- 『ジャズ・インター・セッション』 - Jazz Inter-session (1977年、King) ※with 福原彰、八木正生、原田政長、松本英彦、白木秀雄
- October (1977年、Contemp)
- Sleep My Love (1979年、CMP) ※with フィリップ・カテリーン、ヤスパー・ファントフ
- Crystal Bells (1980年、CMP)
- Solo's And Duo's (1981年、Keytone) ※with ヨアヒム・キューン、シギ・シュワブ、ヤスパー・ファントフ、クリス・ヒンゼ
- Elegy For A Goose (1982年、Mariano Studios) ※with アンソニー・ブラクストン
- Some Kind Of Changes (1982年、Calig) ※with アック・バン・ルーイエン、ジークフリート・シュヴァブ、エバーハルト・ウェーバー、ブラニスラフ・コバチェフ
- Jyothi (1983年、ECM) ※with The Karnataka College Of Percussion、R. A. Ramamani
- Tears Of Sound (1983年、Nabel) ※with Paul Shigihara、Tim Wells、Michael Küttner
- Charlie Mariano With HIs Jazz Group (1984年、Imperial)
- Tea For Four (1984年、Leo) ※with エドワード・ヴェサラ、アリルド・アンデルセン、ヤスパー・ファントフ
- World·Music·Meeting (1985年、Eigelstein Musikproduktion) ※with 山本邦山、フアン・ホセ・モサリーニ、クジェシミル・デンプスキ、アルフレッド・ハルト、カール・ベルガー、ペーター・コヴァルト、ケン・ジョンソン、ポンダ・オブライアン、トリロク・グルトゥ、バリー・アルトシュル
- Plum Island (1985年、Mood) ※チャーリー・マリアーノ・グループ名義
- Trio (1986年、Jazzline) ※with ヤン・フリデリク・ドブロウォルスキー、アルベルト・アラルコン
- Meditation On A Landscape - Tagore (1986年、Mood) ※with ウォルフガング・ダウナー
- Mariano (1987年、Intuition)
- Live In Roccella Jonica 1986 (1987年、Ismez/Polis Music) ※with パレ・ミッケルボルグ、パオロ・ダミアーニ、トニー・オクスレイ、ティツィアーナ・ギリオーニ、Silenzi Osceni
- It's Standard Time Vol. 1 (1989年、Fresh Sound) ※with テテ・モントリュー・トリオ
- It's Standard Time Vol. 2 (1989年、Fresh Sound) ※with  テテ・モントリュー・トリオ
- Live (1990年、VeraBra) ※with The Karnataka College Of Percussion、R.A. Ramamani
- Swingin' With Mariano (1990年、Affinity)
- Charlie Mariano - Happy / Sad (1990年、ITM Pacific) ※with カルロ・モンベリ
- 『秋の夢』 - Autumn Dreams (1991年、Alfa Jazz) ※with マル・ウォルドロン・トリオ
- Abbaye De L'Epau (1991年、CELP) ※with アンドレ・ジョーム
- Friends (1991年、Intersound) ※with ステファン・ディーツ
- 『ライブ・アット・バードランド 60/61』 - Live At Birdland (1991年、Fresh Sound) ※トシコ・マリアーノ・カルテット名義
- Innuendo (1992年、Lipstick) ※with ヤスパー・ファントフ、マリリン・マズール
- 『ニュー・ホライゾン〜変りゆくヨーロッパに捧ぐ』 - New Horizon - Dedicated To A Changing Europe (1992年、Alfa Jazz) ※with マル・ウォルドロン・トリオ
- Warum Bist Du Traurig (1992年、B&W Loudspeakers Ltd.) ※with Gerd Breuer、Gregor Josephs、Riccardo Del Fra
- Adagio (1994年、Lipstick)
- Boston Days (1994年、Fresh Sound) ※チャーリー・マリアーノ・クインテット名義
- Seventy (1995年、Intuition)
- Lustinseln (1995年、L+R) ※with グレゴール・ヨーゼフズ・カルテット
- 『スパニッシュ・インプレッション』 - Spanish Impression (1997年、Meldac Jazz)
- 『チャーリー・マリアーノ・ウィズ・ヒズ・ジャズ・グループ』 - Charlie Mariano With His Jazz Group (1997年、Imperial)
- 『モダン・サキソフォン・スタイリングス・オブ・チャーリー・マリアーノ』 - Modern Saxophone Stylings Of Charlie Mariano With His Jazz Group (1997年、Imperial)
- Nassim (1998年、Off The Wall)
- Mariano (1998年、Konnex) ※with Marika Falk、Thorsten Klentze、Jost H. Hecker、Roger Jannotta
- Savannah Samurai (1998年、Jazzline)
- 『アン・アメリカン・イン・イタリー』 - An American In Italy (1998年、Timeless) ※チャーリー・マリアーノ・カルテット名義
- Bangalore (1998年、Intuition) ※チャーリー・マリアーノズ・バンガロー名義
- 『チャーリーのタンゴ』 - Tango para Charlie (2000年、Enja) ※with キケ・シネシ。旧邦題『ザ・レイディ』
- Brutto Tempo (2001年、Intuition) ※with ヤスパー・ファントフ、スティーヴ・スワロウ
- Sketches Of Bangalore (2001年、PMP) ※with WDR Big Band Köln、Karnataka College Of Percussion、Mike Herting
- 『ディープ・イン・ア・ドリーム』 - Deep In A Dream (2002年、Enja)
- Frontier Traffic (2002年、Konnex) ※with アリ・ホーランド、ダニエル・ユメール
- 『チャーリー・マリアーノ・インペリアル・セッションズ』 - Modern Saxophone Stylings Of Charlie Mariano With His Jazz Group (2002年、Imperial) ※1950-1951年録音
- Opus Absolutum (2003年、Taso Music Production) ※with ビトルド・レック
- Not Quite A Ballad (2003年、Intuition) ※with The Würzburg Philharmonic
- Charlie Mariano Meets New On The Corner & Würzburger Streichquartett (2004年、Jazz4Ever)
- Somewhere, Out There (2005年、New Edition)
- Plays With Claude Williamson, Max Bennett And Stan Levey (2005年、Fresh Sound)
- Cathedral Vol 1 (2005年、Taso Music Production) ※with ビトルド・レック
- Om Keshav (2005年、Schneeball) ※with R.A. Ramamani、Karnataka College Of Percussion、Amit Heri
- When The Sun Comes Out (2005年、Skip)
- Plays Alto And Tenor (2005年、Fresh Sound) ※チャーリー・マリアーノ・カルテット名義
- 『シルバー・ブルー』 - Silver Blue (2006年、Enja)
- Many Ways (2006年、Double Moon) ※KCP 5名義
- Ecos Del Alma (2007年、BHM Productions) ※with キケ・シネシ
- The Music Of Charlie Mariano (2007年、Double Moon) ※with マイク・ハーティング
- The Tamarind Tree (2007年、Lipstick) ※with ヨハネス・シェンク、ラメシュ・ショーサム
- max.bab & charlie mariano (2007年、Embab Recordings) ※with マックス・バブ
- Blues & Ballads (2008年、Cowbell Music) ※with ベンヤミン・コペル
- The Door Is Open (2008年、KSJazz) ※with Julian F. Thayer、Klaus Suonsaari
- Sadaka (2008年) ※with Chaouki Smahi
- Goodbye Pork Pie Hat (2009年、Sommelier Du Son) ※with ディーター・イルグ
- The Great Concert (2009年、Enja) ※with フィリップ・カテリーン、ヤスパー・ファントフ
- A La Carte (2009年、Fullfat) ※with ディーター・イルグ
- Due (2009年、Fullfat) ※with ディーター・イルグ

### 参加アルバム
スタン・ケントン
- 『コンテンポラリー・コンセプト』 - Contemporary Concepts (1955年、Capitol)
- Road Show (1959年、Capitol)
- Standards in Silhouette (1960年、Capitol)
- Viva Kenton! (1960年、Capitol)
- Live at Palo Alto (1990年、Status)
- Mellophonium Moods 1962 (1990年、Status)

シェリー・マン
- 『スウィンギング・サウンズ』 - Swinging Sounds (1956年、Contemporary)
- 『モア・スウィンギング・サウンズ』 - More Swinging Sounds (1957年、Contemporary)
- Concerto for Clarinet & Combo (1957年、Contemporary)
- The Gambit (1958年、Contemporary)

チャールズ・ミンガス
- 『タウン・ホール・コンサート』 - Town Hall Concert (1962年、United Artists)
- 『黒い聖者と罪ある女』 - The Black Saint and the Sinner Lady (1963年、Impulse!)
- 『5（ファイヴ）ミンガス』 - Mingus Mingus Mingus Mingus Mingus (1963年、Impulse!)

エバーハルト・ウェーバー
- 『イエロー・フィールズ』 - Yellow Fields (1976年、ECM)
- 『サイレント・フィート』 - Silent Feet (1978年、ECM)
- 『リトル・ ムーヴメンツ』 - Little Movements (1980年、ECM)

エンブリオ
- We Keep On (1973年、BASF)
- Life (1981年、Schneeball)
- 29.6.73 In Hamburg (2003年、Schneeball)

その他
- マニー・アルバム : The Jazz Greats of Our Time Vol. 2 (1958年、Coral)
- マックス・ベネット : Max Bennett Plays (1956年、Bethlehem)
- マックス・ベネット : Max Bennett Vol. II (1956年、Bethlehem)
- チェット・ベイカー : Theme Music from "The James Dean Story" (1957年、World Pacific)
- Elemér Balázs Group : Our Worlds Beyond (2003年、Budapest Music Center)
- フィリップ・カテリーン : Guitars (1976年、Atlantic)
- フィリップ・カテリーン : 『エンド・オブ・オーガスト』 - End of August (1982年、WEA)
- サージ・チャロフ : Serge & Boots/Plays the Fable of Mabel (1957年、Vogue)
- ペギー・コネリー : Peggy Connelly (1956年、Bethlehem)
- エンリケ・ディアス : Sin Tiempo (1997年、Acoustic Music)
- ハーブ・エリス : 『エリス・イン・ワンダーランド』 - Ellis in Wonderland (1956年、Norgran)
- ヨーロピアン・ジャズ・アンサンブル : 20th Anniversary Tour (1997年、Konnex)
- ヨーロピアン・ジャズ・トリオ : 『哀愁のリベルタンゴ』 - Libertango (1999年、M & I)
- ジェフ・グッドマンズ・タブラ & ストリングス : Song Of Nature (2008年、TUTU)
- メイナード・ファーガソン : The Blues Roar (1964年、Mainstream)
- ピーター・フィンガー : Neue Wege (1984年、Stockfisch)
- マイケル・ギブス : 『ジ・オンリー・クローム・ウォーターフォール・オーケストラ』 - The Only Chrome-Waterfall Orchestra (1975年、Bronze)
- マイケル・ギブス : By the Way (1993年、Ah Um)
- ジョン・グラース : Jazz Studio 3 (1954年、Decca)
- ジョルジュ・グルンツ : 『シアター』 - Theatre (1983年、ECM)
- チコ・ハミルトン : 『ファーザー・アドベンチャーズ・オブ・エル・チコ』 - The Further Adventures of El Chico (1966年、Impulse!)
- ビル・ハリス : Bill Harris Herd (1956年、Norgran)
- ビル・ホルマン : In a Jazz Orbit (1958年、Andex)
- ビル・ホルマン : The Fabulous Bill Holman (1958年、Coral)
- ジャッキー・アンド・ロイ : Free and Easy! (1958年、ABC-Paramount)
- Jac's Group : Jazz A Confronto 15 (1975年、Horo)
- エルヴィン・ジョーンズ : 『ディア・ジョン・C』 - Dear John C. (1965年、Impulse!)
- クインシー・ジョーンズ : 『ゴー・ウエスト・マン』 - Go West, Man! (1957年、ABC-Paramount)
- クインシー・ジョーンズ : 『私の考えるジャズ』 - This Is How I Feel About Jazz (1957年、ABC-Paramount)
- Heiri Känzig : Grace Of Gravity (1996年、Plainisphare)
- Thorsten Klentze Quartet : Tigrib (1998年、Konnex)
- メル・ルイス : Mel Lewis Sextet (1957年、Mode)
- アリフ・マーディン : 『グラス・オニオン』 - Glass Onion (1969年、Atlantic)
- Matucana : Ritual (1999年、ANA)
- Matucana : Isla Negra (2000年、Crecycle. Music)
- ヴィンス・メンドーザ : Sketces (1994年、ACT)
- マイク・マイニエリ : Crescent (2010年、NYC)
- モダン・ジャズ・カルテット : 『ジャズ・ダイアローグ』 - Jazz Dialogue (1966年、Atlantic)
- マイク・ノック : Magic Mansions (1977年、Laurie)
- ナット・ピアース : The Nat Pierce-Dick Collins Nonet/The Charlie Mariano Sextet (1956年、Fantasy)
- ナット・ピアース・オーケストラ : 1948 -1950 (1977年、Zim)
- ハーブ・ポメロイ : Band in Boston (1959年、United Artists)
- Vitold Rek's Kapela Resoviana : The Polish Folk Explosion (2002年、Taso Music Production)
- アイリーン・リード : Room for One More (1965年、Verve)
- ジョニー・リチャーズ : Something Else by Johnny Richards (1956年、Bethlehem)
- ジミー・リックス : Vibrations (1965年、Mainstream)
- アレックス・リール・カルテット : Live At Stars (2008年、Cowbell Music)
- ショーティ・ロジャース : The Big Shorty Rogers Express (1956年、RCA Victor)
- フランク・ロソリーノ : Frank Rosolino (1954年、Capitol)
- フランク・ロソリーノ : Frankly Speaking (1955年、Capitol)
- マーティン・サッセー・トリオ : Good Times (2012年、Nagel Heyer)
- サル・サルヴァドール : You Ain't Heard Nothin' Yet! (1963年、Dauntless)
- ラメシュ・ショーサム : Bhavani (1997年、Keytone)
- クリストフ・スティーフェル : Ancient Longing (1995年、Jazzline)
- フレディ・スチューダー : Seven Songs (1993年、Intuition)
- ハーヴィー・シュワルツ : Smart Moves (1986年、Gramavision)
- マッコイ・タイナー : 『ライヴ・アット・ニューポート』 - Live at Newport (1963年、Impulse!)
- ヤスパー・ファントフズ・ポーク・パイ : 『無常』 - Transitory (1974年、MPS Records, BASF)
- ステュ・ウィリアムソン : Stu Williamson (1956年、Bethlehem)
- ステュ・ウィリアムソン : Stu Williamson Plays (1957年、Bethlehem)